# Stefano Morrone
Stefano Morrone (* 26. Oktober 1978 in Cosenza) ist ein italienischer ehemaliger Fußballspieler auf Mittelfeldpositionen.

## Verein
Stefano Morrone begann seine Karriere in seiner Heimatstadt beim AS Cosenza Calcio, nach zwei Saisons wechselte er zum FC Empoli in die Serie A. Nach nur einer Spielzeit wechselte er zum Ligakonkurrenten Piacenza Calcio, nachdem der Verein zwischenzeitlich in die Serie B abgestiegen war, wechselte Morrone erneut, diesmal zur AC Venedig. In Venedig gelang ihm in seiner ersten Saison der Aufstieg in die höchste italienische Liga. In der Winterpause der Saison 2001/02 kehrte er zu seinem Stammverein AS Cosenza zurück, wo er jedoch nur bis zum Saisonende blieb, ehe er zum US Palermo weiterzog. Zur Spielzeit 2003/04 wechselte Morrone zu Chievo Verona, am Ende der Saison zog es ihn wieder zurück zu Palermo, das inzwischen ebenfalls in die Serie A aufgestiegen war.
Zur Saison 2005/06 wechselte er zu seinem aktuellen Verein AS Livorno, wo er seither zu den Leistungsträgern zählt und in jener Saison nach Cristiano Lucarelli die meisten Treffer für Livorno erzielen konnte.
Morrone war auch in der Saison 2006/07 einer der Leistungsträger bei Livorno, was ihn für die anderen Klubs interessant machte. Letzten Endes war es der FC Parma, der ihn verpflichten konnte. Morrone unterschrieb einen Vierjahresvertrag.
Im Sommer 2013 wurde Morrone an den Serie-B-Aufsteiger US Latina verliehen.

## Nationalmannschaft
Marrone absolvierte von 1999 bis 2000 insgesamt neun Länderspiele für die italienische U-21-Nationalmannschaft. Im August 2006 wurde Morrone für das Länderspiel gegen Kroatien am 18. August 2006 erstmals in die italienische Auswahl berufen, jedoch nicht eingesetzt.